# Lucien Lacour
Pour les articles homonymes, voir Lacour.
Lucien Lacour, né le 31 août 1885 dans le 5e arrondissement de Paris et mort en août 1944, est un menuisier et militant de l'Action française.

## Biographie

### Jeunesse
Né le 31 août 1885 à Paris au no 3 de la rue Linné, Edmond-Lucien Lacour est le fils d'Élise Jublin (1857-1930) et de Frédéric-Louis-Ernest Lacour (1856-1936), menuisier. Ce dernier est le fils d’Auguste-François Lacour, qui a fondé l'entreprise familiale en 1871.
Lucien est tout d'abord élève de l'école Lavoisier puis suit des cours à l'école des arts décoratifs avant d'accomplir son service militaire comme engagé volontaire au sein du 1er bataillon de chasseurs à pied, en garnison à Troyes, sous les ordres du commandant Émile Driant, puis du commandant Lorillard,. Contrairement à une anecdote rapportée par plusieurs journaux, il n'y a pas été sous-officier et n'a pas été « cassé » pour avoir refusé de marcher contre les opposants aux inventaires.

### Engagement politique
Lucien travaille comme ouvrier-menuisier dans l'atelier familial, dirigé par son père et son frère aîné Maurice-Auguste (1884-1915), au no 3 de la rue Vésale. Les trois hommes partagent un engagement politique à l'extrême droite. Membre entre 1903 et 1907 de la Ligue des patriotes, Lucien prend part aux campagnes électorales de Gabriel Syveton, Jules Auffray et Henry Chérot (d). Il rejette ensuite le républicanisme sous l'influence d'un nouveau journal, L'Action française, organe du mouvement royaliste, antisémite et antimaçonnique de l'Action française (AF). En 1908, qu'il rejoint ce mouvement, dans les rangs des camelots du roi. 
Au cours de la seconde phase de l'affaire Thalamas, en février 1909, il accompagne Maurice Pujo lors d'une expédition punitive contre le professeur Amédée Thalamas, que les royalistes accusent de manquer de respect à Jeanne d'Arc. La même année, il prononce plusieurs discours au nom des camelots du roi, dont il intègre le comité directeur, aux côtés de Maxime Real del Sarte (président), Marius Plateau (secrétaire général), Armand du Tertre (trésorier), Lucien Martin, Jean Dorange et Edmond de Rigaud. Lors de la crue de la Seine de 1910, il participe à la construction de plusieurs maisons de fortune en faveur des sinistrés à Vigneux-sur-Seine.

### Gifle à Aristide Briand
Le 20 novembre 1910, à l'occasion de l'inauguration de la statue de Jules Ferry au jardin des Tuileries, Lucien Lacour agresse à coups de poing le président du conseil Aristide Briand. Il expliquera ainsi les motifs de son geste : « Briand représentait pour moi la loi de séparation, les inventaires, la loi de spoliation, ce qui froissait ma conscience de catholique ; c’était pour moi le défenseur d'Hervé, devenu le défenseur de la société capitaliste ; il représentait, aussi la république et Jules Ferry, qui a chassé Dieu de l’école et mis les protestants à la tête de l’instruction publique. Au nom des patriotes, au nom des catholiques, j'ai voulu marquer la face de Briand. Enfin, c'était, le moment de l’avènement de Lafferre [nommé ministre le 4 novembre], le délateur. C'est la goutte d’eau qui a fait déborder le vase ». « Pourquoi ai-je agi ainsi ? Parce que notre doctrine, c'est la violence, mise au service de la raison ».

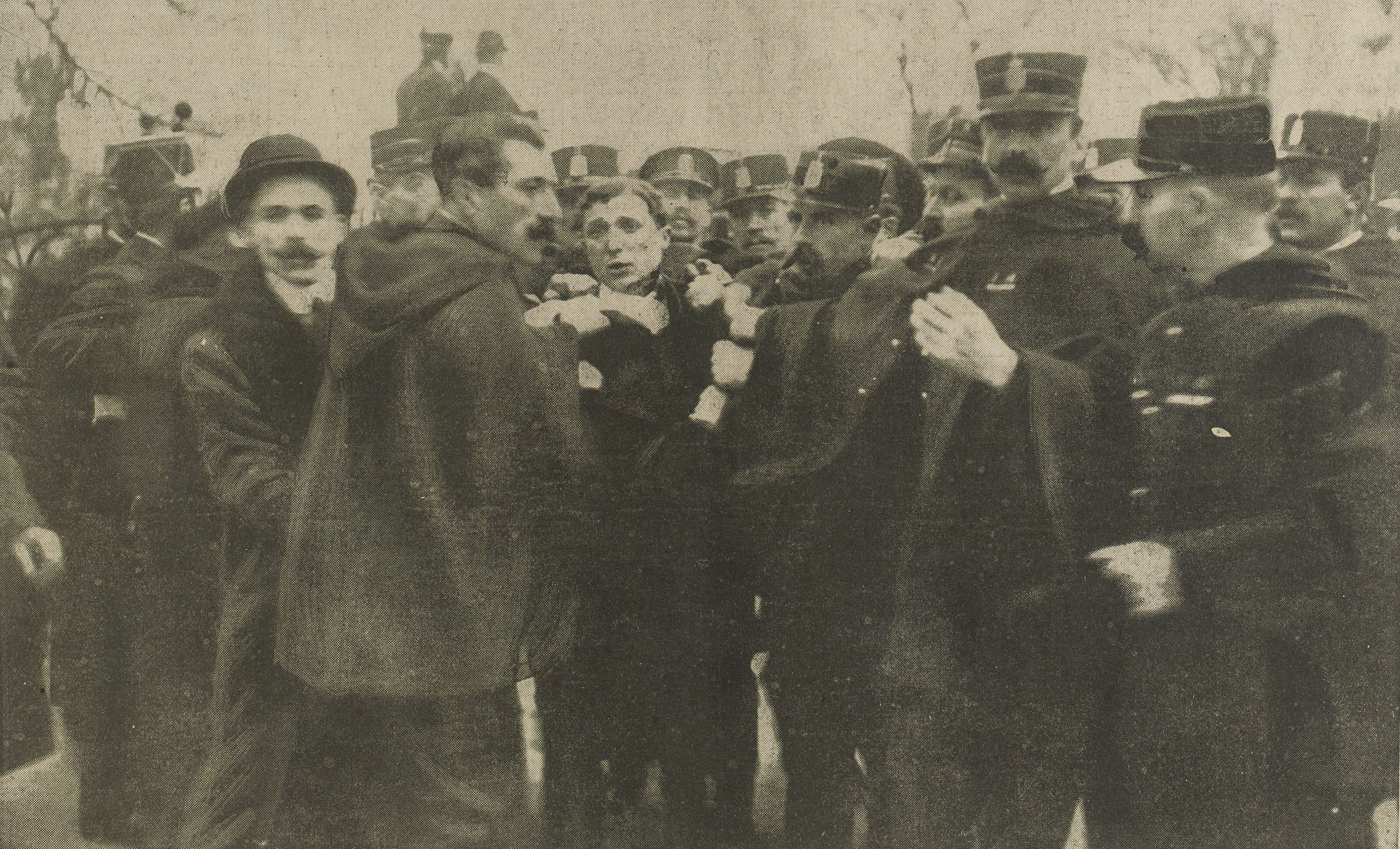
Arrestation de Lacour.
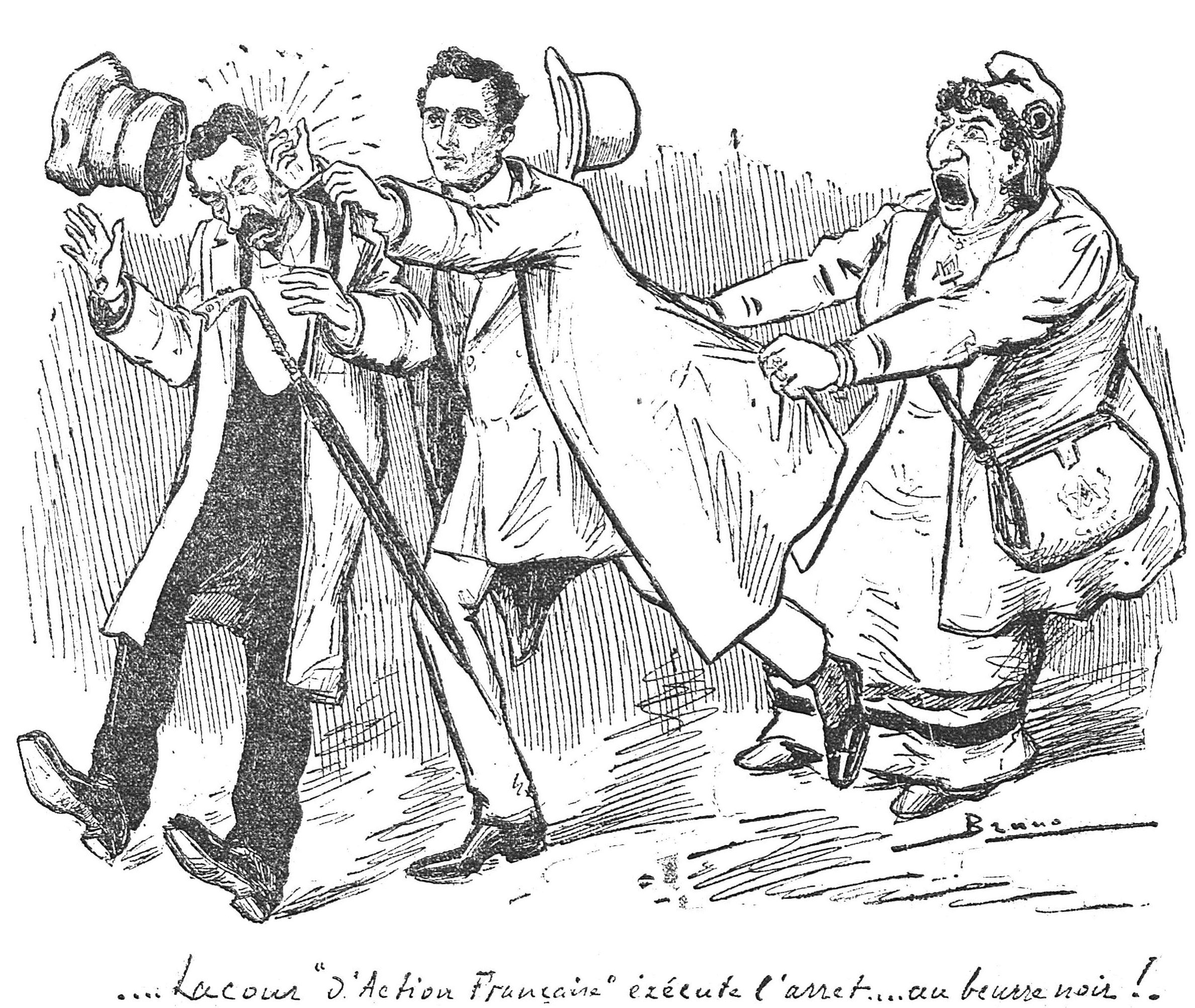
Caricature par Bruno (d) dans L'Action française du 3 décembre 1910.
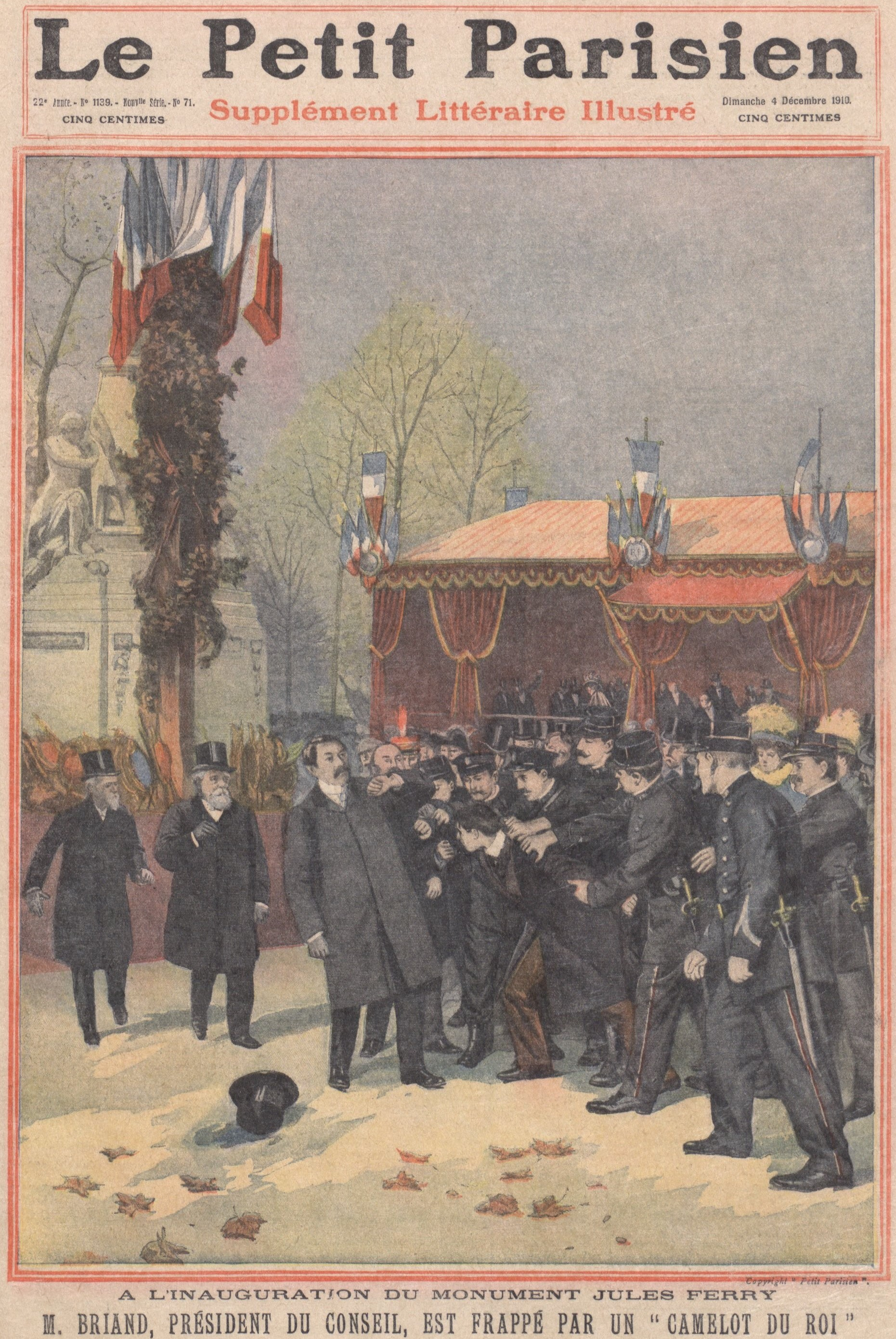
Agression d'Aristide Briand par Lucien Lacour dans Le Petit Parisien du 4 décembre 1910.

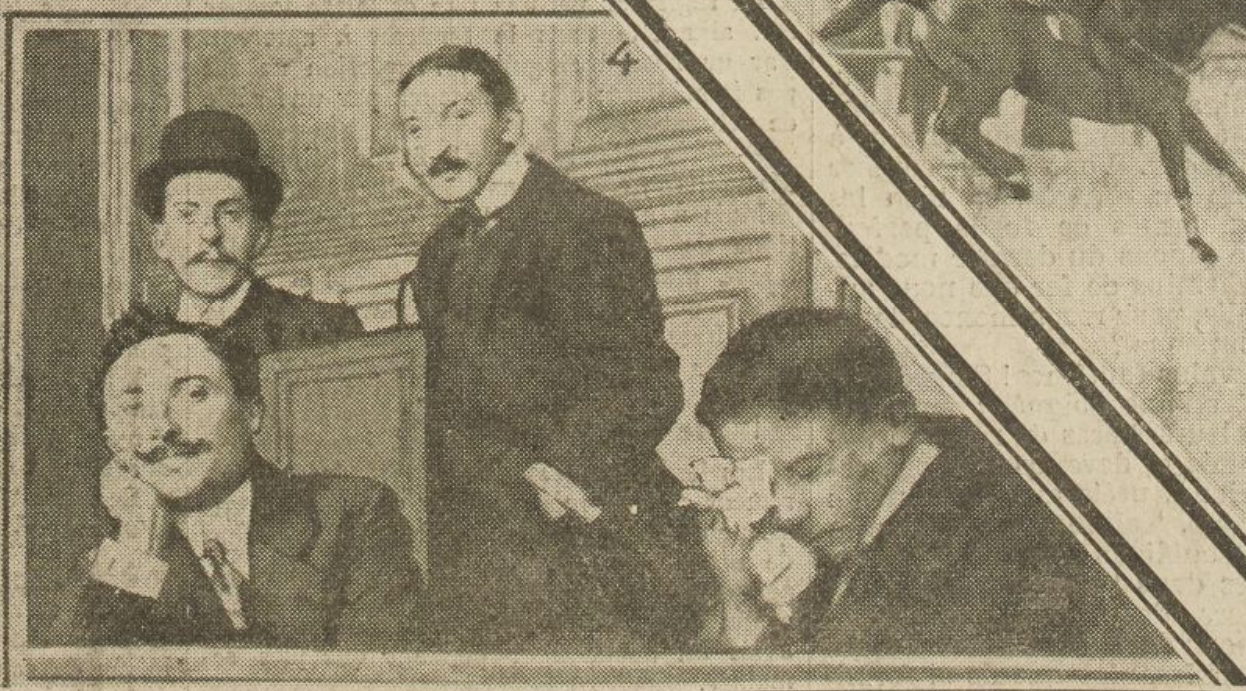
Lucien Lacour au banc des accusés le 28 mars 1911.

La Ligue d'Action française salue cet « acte lumineux et fort » tandis que le comité directeur des camelots du roi récompense Lacour du titre de vice-président. Quant au prétendant royaliste Philippe d'Orléans (1869-1926), il semble désavouer à demi-mot l'agression par l'intermédiaire du comte Henri de Larègle, chef de son bureau politique.
Inculpé de violences envers un magistrat de l'ordre administratif, Lucien Lacour encourt de deux à cinq ans d'emprisonnement. Le 6 décembre, il comparaît devant la 9e chambre correctionnelle, qui le condamne à trois ans de prison. Incarcéré à la prison de la Santé puis à la maison centrale de Clairvaux, il est gracié le 16 janvier 1912 à la demande Briand qui vient d'être nommé ministre de la Justice.

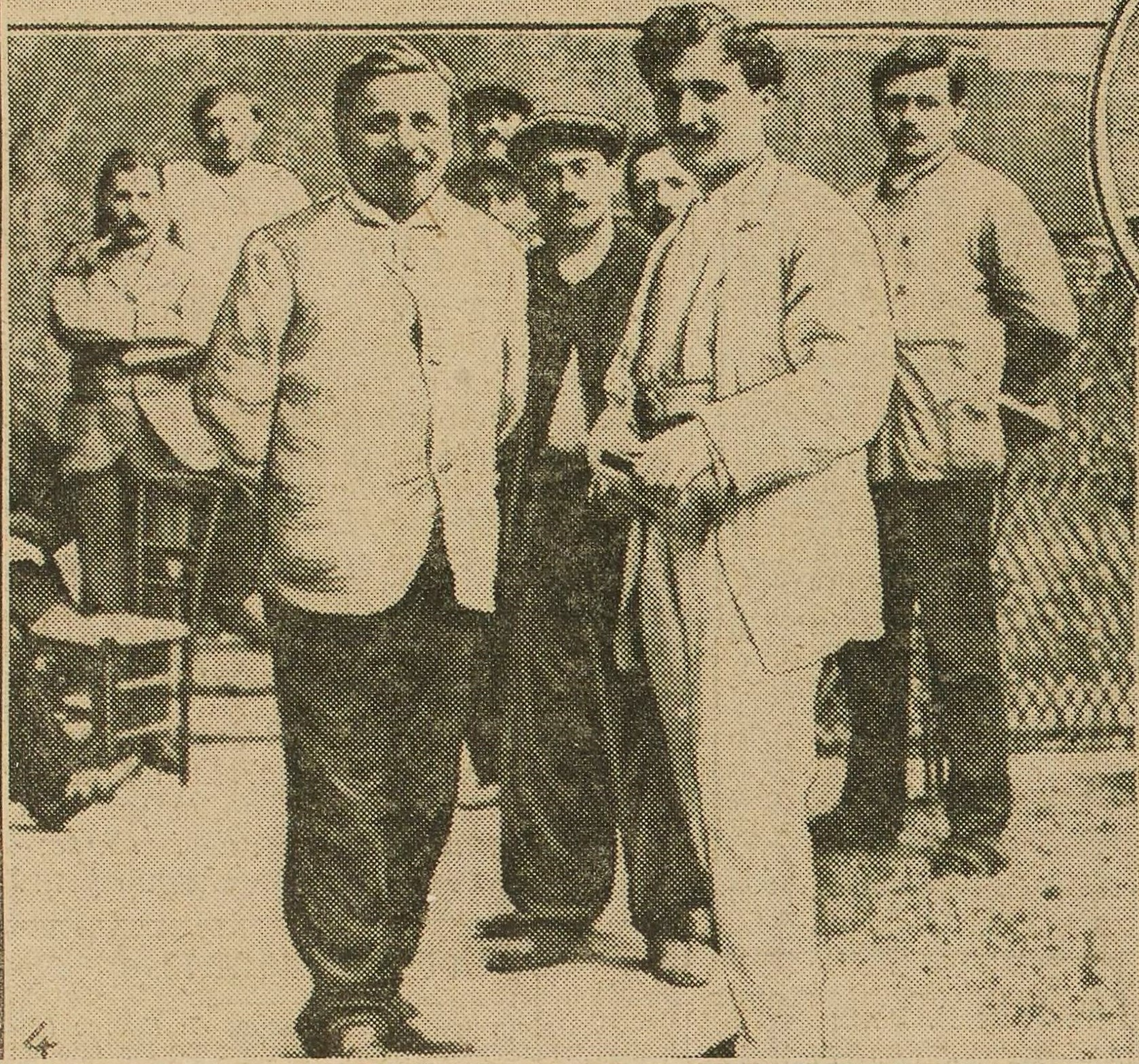
Lucien Lacour fraternise avec le socialiste Gustave Hervé, leader de La Guerre Sociale et antimilitariste, en prison, en 1911.

Le 19 février 1914, Lucien Lacour épouse Marie-Antoinette-Cornélie Baetz (1896-1949), sœur du camelot du roi Gaston Baetz. Leurs témoins sont la marquise de Mac Mahon Marthe de Vogüé, Eugène Bignon, Charles Maurras et Maurice Pujo. Peu de temps après, Il reprend la maison de menuiserie et parquets Bouquet, fondée en 1880 et installée au no 28 de la rue Dussoubs,.

### Première Guerre mondiale
Pendant la Première Guerre mondiale, il sert comme éclaireur-cycliste puis comme caporal-mitrailleur au sein du 71e bataillon de chasseurs à pied avant d'être hospitalisé puis réformé en 1916, en raison d'une phlébite. Son frère aîné Maurice est tué au front le 18 janvier 1915, le jour même où naît le fils de Lucien, également prénommé Maurice (1915-2010). Lucien reprend par la suite la direction de l'entreprise familiale de la rue Vésale, à laquelle il associe Charles Saint-Léger en 1931. En 1936, Saint-Léger revend ses parts au beau-frère de Lacour, Gaston Baetz.

### L'entre-deux-guerres
Lors des élections législatives de 1919, puis de celles de 1924, Lacour figure sur la liste conduite par Léon Daudet dans la 3e circonscription de la Seine.
Après l'assassinat de Marius Plateau, le 22 janvier 1923, Lacour le remplace pendant quelque temps en tant que secrétaire général de la Fédération nationale des Camelots du roi et de la Ligue d'Action française. En juin 1924, il est nommé vice-président d'honneur de cette dernière.
Après la dissolution des organisations d'Action française, en 1936, Lacour se fait plus discret puis poursuit son militantisme royaliste au sein de la Propagande monarchiste, l'organisation du comte de Paris Henri d'Orléans (1908-1999). Il quitte l'Action française vers 1937-1938 au profit du Courrier royal, il est dès lors considéré comme un « transfuge » par une partie des anciens ligueurs et Camelots du Roi.
Il meurt peu de temps avant le 11 août 1944, date à laquelle Charles Maurras lui rend hommage dans les colonnes de L'Action française.

## Discographie
Lucien Lacour a enregistré un disque 78 tours chez Hébertot avec les textes suivants :
- La leçon du 6 février

- Comment et pourquoi j’ai giflé Briand le 20 novembre 1910